# Liste der Monuments historiques in Arcueil
Die Liste der Monuments historiques in Arcueil führt die Monuments historiques in der französischen Stadt Arcueil auf.

## Liste der Bauwerke
| Bezeichnung                    | Beschreibung | Standort                                                   | Kennzeichnung | Schutzstatus | Datum | Bild           |
| ------------------------------ | ------------ | ---------------------------------------------------------- | ------------- | ------------ | ----- | -------------- |
| Aquädukt Médicis               |              | (Lage)                                                     | PA00079845    | Inscrit      | 1988  | weitere Bilder |
| Chapelle Perret                | Kapelle      | 52, avenue Laplace 2, avenue Wladimir-Ilitch-Lenine (Lage) | PA00125470    | Classé       | 1999  |                |
| Kirche St-Denys                |              | Rue Émile-Raspail (Lage)                                   | PA00079846    | Classé       | 1862  | weitere Bilder |
| Brunnen und Freitreppe         |              | 47, rue Émile-Raspail (Lage)                               | PA00079847    | Inscrit      | 1929  |                |
| Maison des Gardes              |              | 24, rue Émile-Raspail (Lage)                               | PA00079848    | Inscrit      | 1929  | weitere Bilder |
| Maison Raspail                 |              | 51, avenue Laplace (Lage)                                  | PA00125471    | Inscrit      | 1993  | weitere Bilder |
| Pharmazeutische Fabrik Raspail |              | 53, avenue Laplace (Lage)                                  | PA94000012    | Inscrit      | 2000  | weitere Bilder |

## Liste der Objekte
- Monuments historiques (Objekte) in Arcueil in der Base Palissy des französischen Kultusministeriums